# Żółwinek zbożowy
Żółwinek zbożowy (Eurygaster maura) – gatunek pluskwiaka z podrzędu różnoskrzydłych i rodziny żółwinkowatych. Zamieszkuje zachodnią i środkową część Palearktyki.

## Taksonomia
Gatunek ten opisany został po raz pierwszy w 1758 roku przez Karola Linneusza na łamach dziesiątego wydania Systema Naturae  pod nazwą Cimex maurus. Jako miejsce typowe wskazano „Mauretanię i Szwecję”. W 1833 roku François-Louis Laporte de Castelnau umieścił go w rodzaju Eurygaster.

## Morfologia
Pluskwiak o lekko wydłużonym, owalnym ciele długości od 8 do 11,5 mm. Ubarwienie ma zmienne; na wierzchu ciała dominować może kolor od jasno- do ciemnobrązowego, ciemnoszary, a nawet czerwonawy. Wzór z jasnych i ciemnych smug na wierzchu ciała bywa od niemal niewidocznego po wyraźnie kontrastujący. Ciało pokrywa wyraźne, czarne punktowanie. Na spodzie odwłoka występują czarne kropki. Głowa jest w zarysie trójkątna, tak długa jak szeroka lub nieco dłuższa niż szersza. Czułki mają człon drugi dwukrotnie dłuższy od trzeciego, a człony czwarty i piąty czarne, aczkolwiek czasem czwarty ma rozjaśnioną nasadę. Nadustek z przodu niezakryty jest policzkami, w przybliżeniu jest tak długi jak one. Wierzchołek nadustka leży na tej samej wysokości co policzki, nie jest obniżony w przeciwieństwie do tego u żółwinka żółwika. Oczy wystają poza obrys głowy co najwyżej do ⅔ swojej szerokości. Przedplecze ma kąty boczne zaokrąglone, niewystające poza krawędź półpokryw lub wystające poza nią tylko nieznacznie. Tarczka jest szeroka, językowata, zakrywająca niemal cały odwłok i sięgająca do jego szczytu, na wierzchołku zaokrąglona. Odwłok ma listewki brzeżne dobrze od góry widoczne, czarno nakrapiane. Genitalia samca różnią się od tych u żółwinka żółwika skręconymi ze sobą i tworzącymi dwa rogopodobne wyrostki spikulami prącia, natomiast genitalia samic węższymi i zaokrąglonymi w zarysie dolnymi płytkami genitalnymi.

## Ekologia i występowanie
Owad ten jest kserofilem. Zasiedla rozmaite tereny otwarte i półotwarte, w tym łąki, pobrzeża lasów, polany, ugory, wrzosowiska i pola uprawne. Preferuje stanowiska suche i nasłonecznione, zwłaszcza o podłożu piaszczystym. Jest fitofagiem ssącym soki z różnych przedstawicieli rodziny traw, zarówno z kłosów, jak i z źdźbeł. Postacie dorosłe ukazują się przy temperaturach osiągających około 18°C, zwykle w kwietniu. Kopulacje odbywają się pod koniec kwietnia i w maju, składanie jaj zaś w maju i na początku czerwca. Jaja są kuliste, średnicy około 1 mm, jasnozielone. Pojedyncza samica składa ich od 24 do 29 w szeregach liczących od 10 do 14 sztuk. Rozwój zarodkowy trwa od 12 do 14 dni. Rozwój larwalny zajmuje około miesiąca i występuje w nim pięć stadiów, z których pierwsze jest osiadłe, a pozostałe wędrujące. Osobniki dorosłe nowego pokolenia pojawiają się w lipcu. Między sierpniem a październikiem migrują na zimowiska na obszary zalesione. Zimują pod opadłym listowiem.
Parazytoidami tego żółwinka są muchówki z rodziny rączycowatych należące do gatunków Ectophasia oblonga, Ectophasia crassipennis, Eliozeta helluo i Phasia subcoleoptrata.

## Rozprzestrzenienie
Gatunek palearktyczny. W Europie znany jest z Portugalii, Hiszpanii, Andory, Irlandii, Wielkiej Brytanii, Francji, Belgii, Holandii, Luksemburga, Niemiec, Szwajcarii, Liechtensteinu, Austrii, Włoch, Danii, Szwecji, Norwegii, Finlandii, Estonii, Łotwy, Litwy, Polski, Czech, Słowacji, Węgier, Białorusi, Ukrainy, Mołdawii, Rumunii, Bułgarii, Słowenii, Chorwacji, Bośni i Hercegowiny, Czarnogóry, Serbii, Albanii, Macedonii Północnej, Grecji oraz europejskich części Rosji i Turcji. Z Afryki Północnej podawany jest z Maroka, Algierii i Tunezji. W Azji stwierdzono jego występowanie w anatolijskiej części Turcji, Gruzji, Armenii, Azerbejdżanie, Syrii, Izraelu, na Synaju i Syberii, w Kazachstanie, Turkmenistanie i Iranie. W Polsce jest  pospolity.

## Znaczenie gospodarcze
W strefie lasostepu i południowej części strefy lasów owad ten notowany jest jako szkodnik zbóż, w tym pszenicy, żyta, jęczmienia, owsa, kukurydzy i prosa.  Jego żerowanie na kłosach powoduje, że mąka z ziaren nie nadaje się do zastosowania w piekarnictwie. Gatunek ten jest jednak zwykle mało liczebny, ma mniejszą zdolność rozrodczą i pojawia się później, w związku z czym stanowi znacznie mniejsze zagrożenie niż pokrewny Eurygaster integriceps.